# Van.
『Van.』（ヴァン）は、日本の歌手・伴都美子が2008年12月10日にavex traxから発売した2枚目のオリジナルアルバムである。

## 内容
前作『VOICE 2〜cover lovers rock〜』から約9ヶ月ぶり、オリジナルアルバムとしては前作『FAREWELL』から約2年9ヶ月ぶりの作品。
タイトルは自身のクレジット表記及びヴァンガードの意味が込められている。
ジャケットが異なるCD+DVD盤とCD盤の2形態で発売された。DVDには全既発シングルの表題曲のミュージック・ビデオと、2006年8月27日に味の素スタジアムで開催されたロック・フェスティバル『a-nation 2006』にて披露された「Flower」のライブ映像が収録された。

## 収録曲
1. Flower [4:14]
作詞：小川マキ
作曲：大西克己
編曲：平出悟
1stシングルの表題曲。表記はないがアルバムバージョンであり、シングルバージョンとはレコーディングに参加したドラマーが異なっている。
2. Utopia [4:11]
作詞：BOUNCEBACK
作曲：湯汲真吾
編曲：藤沢慶昌
3. manacles [4:22]
作詞：シーナ、伴都美子
作曲：Jin Nakamura
編曲：西川レオ
4. Brave [4:37]
作詞：伴都美子
作曲：大西克己
編曲：平出悟
1stシングルのカップリング曲。
5. 夢路 [4:47]
作詞：伴都美子
作曲：Jin Nakamura
編曲：村上正芳
3rdシングルの表題曲。
6. carry out [4:11]
作詞：伴都美子
作曲：福田貴訓
編曲：村上正芳
7. 閃光 [4:13]
作詞：伴都美子
作曲：北野正人
編曲：平出悟
2ndシングルの表題曲。
8. message. [4:21]
作詞・作曲：伴都美子
編曲：村上正芳
4thシングルのカップリング曲。
9. 東京日和 [4:23]
作詞：伴都美子
作曲：財津和夫
編曲：Sin
4thシングルの表題曲。
10. Refrain [4:29]
作詞：伴都美子、前山田健一
作曲・編曲：藤沢慶昌
11. Van. [2:48]
作曲・編曲：Sin
今作の表題曲にしてインストゥルメンタル。

## 参加ミュージシャン
- 伴都美子：Vocals & Chorus (#1〜10)

サポートミュージシャン
- 平出悟：Programmed & Electoric Guitar (#1,4,7)、Acoustic Guitar (#4,7)
- 村上正芳：Programmed (#5,6,7)、Electoric Guitar (#5,6)、Acoustic Guitar (#5)、Guitar (#7)
- Sin：Programmed (#9,11)、Piano (#9)
- 藤澤慶昌：Programmed (#2,10)
- 西川レオ：Programmed (#3)
- 徳田善久：Acoustic Guitar (#1,4,7)
- 太田貴之：Acoustic Guitar (#2,10)
- 秋山浩徳：Electric Guitar (#2,10)、Guitar (#9)
- 山口周平：Guitar (#11)
- 大山泰輝：Electric Piano & Organ (#2)
- 川渕文雄：Bass (#4,7)
- 山崎洋：Bass (#8,10)
- YUTARO：Bass (#1)
- 神保伸太郎：Bass (#5)
- 山口寛雄：Bass (#9)
- 佐々木しげそ：Drums (#5,6,8)
- 渋谷憲：Drums (#4,7)
- 外薗雄一：Drums (#1)
- 村石雅行：Drums (#9)
- 佐野康夫：Drums (#10)
- 弦一徹ストリングス：Strings (#5)
- 岩永知樹：Cello (#10)
- 高桑英世：Tin whistle (#11)

## タイアップ
- TBS系列日曜劇場『おいしいプロポーズ』主題歌 (#1)
- WOWOWテレビアニメ『REIDEEN』オープニング・テーマ (#3)
- カプコン社製PlayStation 2専用ゲームソフト『戦国BASARA2』エンディングテーマ (#4)
- エイベックス・デジタル『ミュゥモ』CMソング (#7)
- エムティーアイ『music.jp』CMソング (#7)